# Guyanische Fußballnationalmannschaft
Die guyanische Fußballnationalmannschaft ist die Fußballnationalmannschaft des südamerikanischen Staates Guyana.
Obwohl die ehemalige britische Kolonie in Südamerika liegt, ist Guyana wie Suriname und Französisch-Guayana Mitglied des Kontinentalverbandes CONCACAF. Bis zur Unabhängigkeit Guyanas im Jahr 1966 nahm die Mannschaft als Britisch-Guayana an internationalen Wettbewerben teil. Bisher ist es der Mannschaft noch nicht gelungen, sich für eine Fußball-Weltmeisterschaft zu qualifizieren. 2019 nahm die Mannschaft erstmals am CONCACAF Gold Cup teil.

## Turniere

### Weltmeisterschaft
- 1930 bis 1974 – nicht teilgenommen
- 1978 – In der Qualifikation zur WM 1978 in Argentinien traf man in der Karibikzone der 1. Runde in der Gruppe A auf Suriname und schied mit 2:0 und 0:3 aus.
- 1982 – In der Qualifikation zur WM 1982 in Spanien traf man in der Karibikzone der 1. Runde im Qualifikationsspiel auf Grenada, welches man mit 5:2 und 3:2 gewinnen konnte. In der Gruppe A traf man dann auf Suriname und Kuba. Nach 4 Niederlagen und 0 Punkten schied man als Gruppenletzter aus.
- 1986 – In der Qualifikation zur WM 1986 in Mexiko traf man in der Karibikzone der 1. Runde in der Gruppe 1 erneut auf Suriname und schied mit 0:1 und 1:1 aus.
- 1990 – In der Qualifikation zur WM 1990 in Italien traf man in der 1. Runde auf Trinidad & Tobago und schied nach zwei Niederlagen mit 0:4 und 0:1 aus.
- 1994 – In der Qualifikation zur WM 1994 in den USA traf man in der Karibikzone 3 der 1. Runde wieder einmal auf Suriname und schied mit 1:2 und 1:1 aus.
- 1998 – In der Qualifikation zur WM 1998 in Frankreich traf man in der Karibikzone 1 der Vorrunde ein weiteres Mal auf Suriname. Auch dieses Mal verlor man mit 1:2 und 0:6 und schied aus.
- 2002 – In der Qualifikation zur WM 2002 in Japan und Südkorea wurde man in der Karibikzone der 1. Runde gegen die Mannschaft von Antigua und Barbuda gelost, wurde jedoch von der FIFA suspendiert.
- 2006 – In der Qualifikation zur WM 2006 in Deutschland traf man in der 1. Runde auf den altbekannten Gegner aus Suriname. Ein weiteres Mal zog man mit 0:5 und 1:3 den Kürzeren und schied aus.
- 2010 – In der Qualifikation zur WM 2010 in Südafrika traf man in der Gruppe 3 der 2. Runde erneut auf Suriname. Man schied mit 0:1 und 1:2 aus.
- 2014 – In der Qualifikation zur WM 2014 in Brasilien traf man in der 2. Runde auf Trinidad und Tobago, Bermuda, und Barbados. Nach 4 Siegen, einem Unentschieden und einer Niederlage qualifizierte man sich als Gruppenerster für die 3. Runde. Dort traf man auf Mexiko, Costa Rica und El Salvador. Nach 5 Niederlagen und einem Unentschieden schied man als Gruppenletzter aus.
- 2018 – In der Qualifikation zur WM 2018 in Russland traf die Mannschaft in der zweiten Runde im Juni 2015 auf St. Vincent und die Grenadinen und verpasste aufgrund der Auswärtstorregel nach zwei Remis (2:2 und 4:4) die dritte Runde.
- 2022 – In der Qualifikation zur WM 2022 in Katar traf die Mannschaft in der ersten Runde im März und Juni 2021 auf Trinidad und Tobago, St. Kitts und Nevis, Puerto Rico sowie auf die Bahamas. Nach einem Sieg und zwei Niederlagen hatte die Mannschaft schon vor dem letzten Spiel, das dann auch verloren wurde, keine Chance mehr sich für die zweite Runde zu qualifizieren.
- 2026 – In der Qualifikation zur WM 2026 in Kanada, Mexiko und den USA traf die Mannschaft in der zweiten Runde im Juni 2024 und Juni 2025 auf Panama, Nicaragua, Montserrat und auf Belize. Nach je zwei Siegen und Niederlagen wurde als Gruppendritter die dritte Runde verpasst.

### CONCACAF Gold Cup
- 1991 bis 2003 – nicht qualifiziert
- 2005 – zurückgezogen
- 2007 – nicht qualifiziert
- 2009 – nicht qualifiziert
- 2011 – nicht qualifiziert
- 2013 bis 2017 – nicht qualifiziert
- 2019 – Vorrunde
- 2021 bis 2023  – nicht qualifiziert

### Karibikmeisterschaft
- 1989 bis 1990 – nicht teilgenommen
- 1991 – 4. Platz
- 1992 bis 2001 – nicht qualifiziert
- 2005 – zurückgezogen
- 2007 – Vorrunde
- 2008 – nicht qualifiziert
- 2010 – Vorrunde
- 2012 bis 2017 – nicht qualifiziert

## Trainer
- Neider dos Santos (2002–2005)
- Jamaal Shabazz (2005–2008)
- Wayne Dover (2009–2010)
- Collie Hercules (2011)
- Jamaal Shabazz (2011–2012)
- Denzil Thompson (2014)
- Jamaal Shabazz (2015–2016)
- Wayne Dover (2017–2018)
- Michael Johnson (2018–2019)
- Márcio Máximo (2019–2021)
- Jamaal Shabazz (seit 2021)